# MISTY1
암호학에서 MISTY1(또는 MISTY-1)은 1995년 미쓰비시 전기의 마쓰이 미츠루 등이 설계한 블록 암호이다.
MISTY1은 유럽 NESSIE 프로젝트에 선정된 알고리즘들 가운데 하나이며 2003년 CRYPTREC에 쓰이는 일본 정부 권고 암호화 기법들 가운데 속한다. 그러나 2013년 CRYPTREC 리비전이 후보로 오르게 되었다. MISTY1은 그러나 도도 요스케에 의해 2015년 integral cryptanalysis를 사용하여 성공적으로 파괴되었다. 이 공격은 같은해 아치야 바온(Achiya Bar-On)에 의해 개선되었다.
"MISTY"은 "Mitsubishi Improved Security Technology"의 약자로, 개발진의 이름의 이니셜이기도 하다.
MISTY1은 특허를 받았으나 알고리즘은 RFC 2994에서 학술(비영리) 용도로 무료 이용이 가능하다.

## 암호
MISTY1은 다양한 라운드수(4제곱)의 파이스텔 암호이지만, 8이 권고된다. 이 암호는 64비트 블록으로 동작하며 키 크기는 128비트이다. MISTY1는 잠재적으로 선형 및 차분 공격에 안전한 것으로 주장된다.

## 같이 보기
- MISTY2